# Arnaud Mattern
Arnaud Mattern (Paris, 20 de setembro de 1979) é um jogador de pôquer profissional francês. 

## Biografia
Arnaud Mattern estudou línguas na universidade, com excelência em Inglês, Espanhol e Russo.  O primeiro jogo a que Mattern dedicou-se foi o gamão, onde destacou-se no circuito profissional francês o que logo o fez deixar os estudos para jogar em tempo integral. 
Mesmo ao se tornar campeão francês de gamão em 2006, a possibilidade de obter maiores lucros fez com que Arnaud passasse a se dedicar ao pôquer. Ele começou a jogar online, aprendendo as habilidades de que precisava para participar de todos as modalidade do jogo, de jogos Limit e No-Limit a dinheiro a torneios multi-mesas e Sit & Go.   
Ele também começou a participar de torneios ao vivo e, em 2006, obteve seus dois ganhos significativos em torneios na Itália e em Londres, que lhe renderam mais de $60.000.  Depois de muitas conquistas com prêmios mais consistentes, Arnaud conseguiu o grande desafio que estava buscando em Dezembro de 2007.  Ele disputou o EPT Praga e levou a vitória, derrotando 554 outros jogadores para levar seu primeiro grande título e $1.038.010 em dinheiro.  Desde então, passou a participar dos grandes eventos ao redor do mundo.  Arnaud foi premiado diversas vezes na Série Mundial de Pôquer, inclusive finalizando entre os 30 primeiros no Evento Principal da Série Mundial de Pôquer Europa em Setembro de 2009, ganhando $42.729. Também conquistou vários outros prêmios EPT, incluindo um 5º lugar e $91.230 no EPT Varsóvia em 2008 e um 3º lugar no EPT Talin em 2010 que valeram $204.800. 